# KSI
Olajide Olayinka Williams "JJ" Olatunji (Watford, 19 juni 1993), beter bekend onder zijn alias KSI, is een Engels-Nigeriaans youtuber en rapper.

## Biografie
Olatunji werd geboren in het Engelse Watford als zoon van een Nigeriaanse vader. Hij begon in 2008 voor het eerst met het maken van video's op het platform YouTube, toen nog onder de accountnaam "JideJunior". In juli 2009 richtte Olatunji zijn YouTubekanaal KSIOlajideBT op, dat later verkort zou worden tot KSI. Zijn eerste video's waren veelal praatvideo's waarin hij tijdens het bespelen van de FIFA-computerspelen zelf het commentaar verzorgde. Deze werden gemaakt op zijn slaapkamer in zijn ouderlijk huis.
In de loop der tijd ging KSI zich ook steeds meer wijden aan het maken van vlogs. In 2012 bereikte hij de grens van 1 miljoen abonnees op zijn YouTubekanaal.
KSI is lid van de YouTubegroep Sidemen.

## Muziekcarrière
In 2015 begon Olatunji, onder zijn artiestennaam KSI, met het maken van muziek in de genres rap en hiphop.